# Wasted Years
Wasted Years är en låt och en singel av det brittiska heavy metal bandet Iron Maiden. Sången handlar om att inte ta saker förgivet. Den kan också vara att den handlar om World Slavery Tour som pågick i nästan i två år och bandet spelade minst 5 dagar i veckan. Detta höll på att ta kål på dem och det var nära att bandet splittrades. Singeln är den första som bandets ena gitarrist Adrian Smith har skrivit helt själv.
På singeln finns två låtar på B-sidan. Den ena är "Reach Out". Denna kom till efter World Slavery Tour då bandet tog en lång tid ledigt efter att nästan ha blivit helt utbrända. Trummisen Nicko McBrain blev trött på att inte ha något att göra så han hyrde en liten studio för att kunna spela i. Eftersom det inte var roligt att spela ensam kom Adrian Smith och jammade med honom.  Han tog med sin vänner från sitt gamla band Urchin, Dave Colwell och Andy Barnett. De kallade sitt band The Entire Population of Hackney och skrev några sånger tillsammans bland annat "Reach Out" som hamnade på B-sidan av den här singeln. På låten är det Adrian Smith som sjunger.
Den andra B-sidan, Sheriff of Huddersfield, är en sång skriven av hela Iron Maiden. Den handlar om deras manager Rod Smallwood som flyttat till Los Angeles men längtar tillbaka till England. Sången skrevs i smyg och Rod fick veta om den först då singeln släpptes.

## Låtlista
1. "Wasted Years" (Smith)
2. "Reach Out" (Colwell)
3. "Sheriff of Huddersfield" (Iron Maiden)

## Medlemmar
- Steve Harris – bas
- Bruce Dickinson – sång
- Dave Murray – gitarr
- Adrian Smith – gitarr
- Nicko McBrain – trummor